# Romilda Pantaleoni

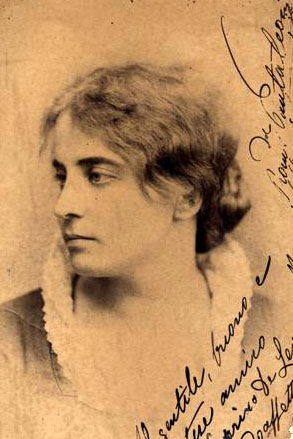
Romilda Pantaleoni, um 1875

Romilda Pantaleoni (29. August 1847 in Udine – 20. April 1917 in Mailand) war eine italienische Opernsängerin der Stimmlage Sopran, die zu den weltbesten Sängerinnen ihrer Zeit zählte und von führenden Komponisten, Boito, Ponchielli, Puccini und Verdi, hoch geschätzt wurde. Sie sang in ganz Italien, in Griechenland, auf Malta, in Spanien und Portugal, in Wien, Buenos Aires und Montevideo.
Sie war die erste Desdemona und die erste Tigrana.

## Leben und Wirken
Die spätere Sängerin wurde in eine hochmusikalische Familie hineingeboren – der Vater war der Tenor und Komponist Luigi Pantaleoni (1815–1872), die Mutter, Amalia Marignani, war Altistin. Der ältere Bruder, Adriano Pantaleoni (1837–1908), reüssierte später als Bariton und Impressario, der jüngere, Alceo Pantaleoni (1839–1923), als Dirigent und Ballettdirektor, tätig vorrangig am Théâtre de l’Éden in Paris. Ihre einzige Schwester, Lucia, starb in jungen Jahren an Meningitis. Ihr erster Lehrer war ihr Vater, danach studierte sie am Mailänder Konservatorium bei Francesco Lamperti, Bartolomeo Prati und Antonio Sangiovanni.
1868 debütierte sie am Teatro Carcano von Mailand, als Margherita von Jacopo Foroni. In der Spielzeit 1869–70 war sie am Apollo-Theater von Syros, einer Insel in der Ägäis, engagiert. Sehr wahrscheinlich lernte sie dort ihren Ehemann kennen, den Impressario Giorgio Costopoulos, von welchem sie sich jedoch bereits nach kurzer Zeit trennte. 1870 sang sie am Teatro Real von La Valletta die Maria in Ruy Blas von Filippo Marchetti. Es folgten Engagements in Rom, Genua, Modena, Neapel, Trient, Turin und Bologna. In Rom übernahm sie 1872 die Elisabetta in Verdis Don Carlo und im selben Jahr begann eine Serie von Verpflichtungen am Teatro Carlo Felice in Genua: erst als Lina in Petrellas Manfredo, 1873 in einer Oper Ponchiellis, 1874 als Isabella in der Uraufführung von  Antônio Carlos Gomes’ Salvator Rosa und als Amalasunti in Stefano Gobattis I Goti. Im Teatro Regio in Turin feierte sie am 26. Dezember 1876 einen großen Erfolg als Margherita in Arrigo Boitos Mefistofele und leistete damit einen wichtigen Beitrag zur Rehabilitierung des Werks, welches nach der Uraufführung von 1868 an der Mailänder Scala als Misserfolg angesehen wurde. Laut Treccani blieb sie daraufhin bis zum Ende ihres Lebens in Kontakt mit dem Komponisten. Er war erste von fünf italienischen Komponisten, mit denen sie eine besondere Verbindung aufbauen sollte. In Turin trat sie auch als Maria im Ruy Blas und als Elsa im Lohengrin auf. In der zweiten Hälfte der 1870er Jahre war sie in einer Reihe spanischer Opernhäusern verpflichtet, in Barcelona, Valencia, Bilbao, Malaga und Madrid – überwiegend in Verdi-Rollen. Weitere Stationen waren 1880 das Teatro de São Carlos von Lissabon, 1881 das Teatro Regio von Parma und 1882 das Teatro Politeama von Buenos Aires. In Parma brillierte sie in der Titelpartie von Meyerbeers Afrikanerin. Er waren Kärnerjahre, geprägt von enormen Reisen und der ständigen Angst jeder großen Bühnenpersönlichkeit: „Je mehr Zeit verstreicht, um so größer die Angst, den Ruf, den ich jetzt genieße, zu verlieren.“
Doch das Publikum blieb ihr wohlgesonnen, die Kritik wohlwollend bis begeistert, und nach fünfzehn Jahren des Wanderlebens wurde sie an das erste Haus Italiens verpflichtet, das Teatro alla Scala in Mailand. Sie debütierte dort am 26. Dezember 1883 als Titelheldin von Ponchiellis La Gioconda und hinterließ bei Publikum, Presse und zwei Komponisten einen bleibenden Eindruck. Mehr oder weniger zwangsläufig wurde sie mit der Mariani verglichen, Maddalena Mariani Masi, der Interpretin dieser Rolle bei der Uraufführung sieben Jahre zuvor am selben Haus. Die Presse schrieb, dass die Interpretation der Pantaleoni keine Wünsche offen ließ, und auch Giuseppe Verdi präferierte ihre Rollengestaltung, wie er dem Komponisten und Dirigenten Franco Faccio mitteilte und sie wiederum ihrem Bruder. Mit Faccio verband sie eine langjährige Liaison, welche aber, sie war noch nicht geschieden, sehr diskret geführt wurde. Es folgten binnen eines Jahres drei weitere eklatante Erfolge: Im Januar 1884 sang sie an der Scala die Marguerite de Valois in Meyerbeers Hugenotten. Im April 1884 gastierte sie als La Gioconda, die bereits zu ihrer Paraderolle geworden war, an der Wiener Hofoper. Und am 24. Januar 1885 war sie an der Scala als Anna in der Neufassung von Puccinis Le Villi zu sehen und zu hören. Und wieder waren die Gazetten voll des Lobes, sie schrieben von der „Leichtigkeit ihrer Gestik“, dem „dramatischen Atem“ und „den vielfältigen Klangfarben“ ihrer Stimme. Und wiederum zeigten sich zwei Komponisten beeindruckt, Amilcare Ponchielli und Giacomo Puccini. Ersterer widmete ihr Marion Delorme, seine letzte Oper, die mit ihr in der Titelrolle am 17. März 1885 an der Scala uraufgeführt wurde. Sie sang auch wenige Monate später in Brescia die Überarbeitung der Oper und Ponchielli schrieb enthusiastisch, er hätte keine bessere Sängerin für seine Oper wünschen können.

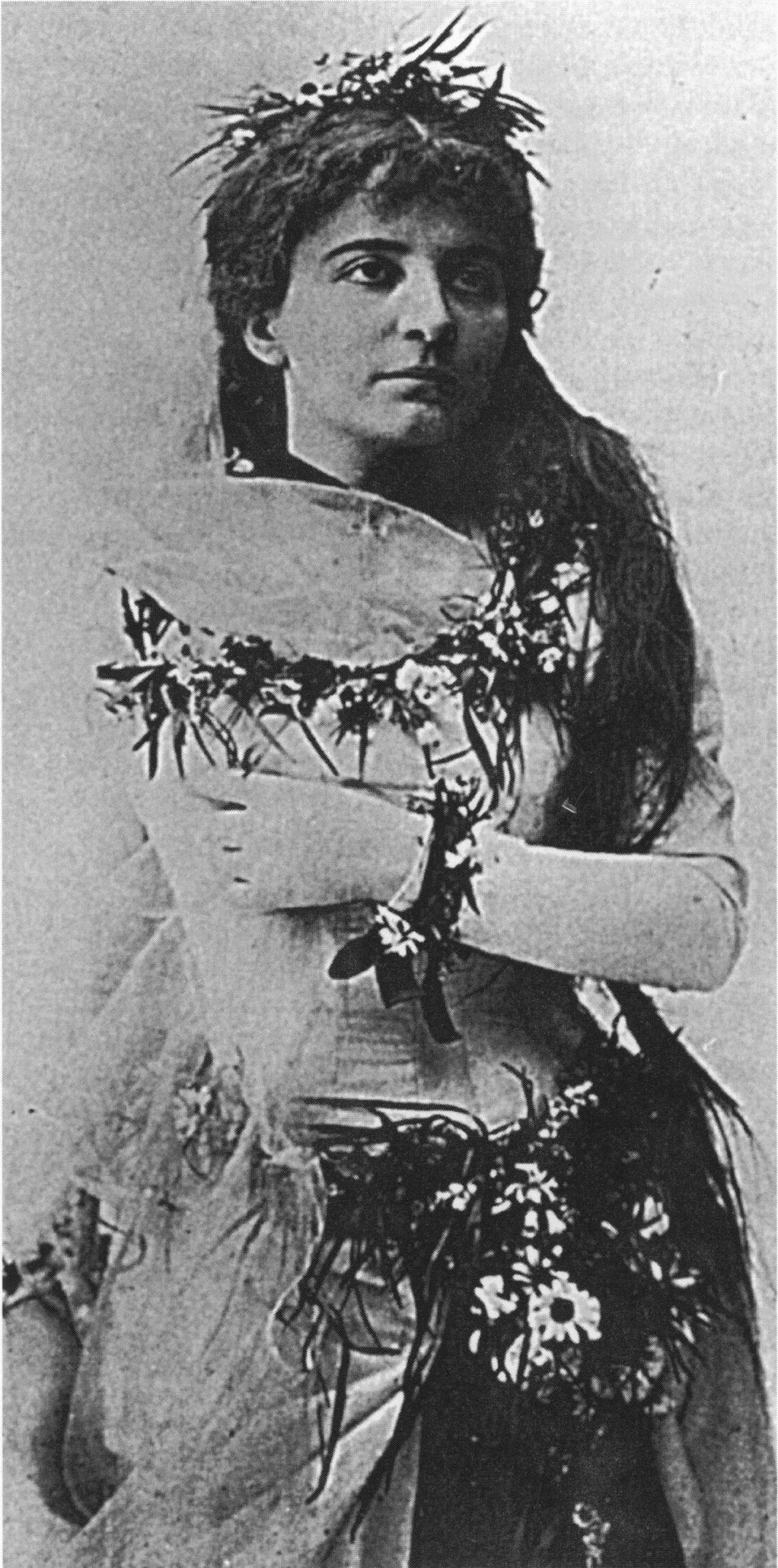
Romilda Pantaleoni als Tigrana in Edgar, Mailand 1889

1885 erkrankte sie an Arthritis, die aufwändige Behandlungen und lange Kuren in Thermalbädern verlangte, und gleichzeitig stand sie am Höhepunkt ihrer Karriere. Ihre darstellerischen Leistungen wurden mit denen der Duse verglichen und in Il Teatro illustrato vom Juli 1886 wurde in den Raum gestellt, sie müsse gar nicht singen, um Fanatismus auszulösen, eine ihrer Gesten würde ausreichen.
Als Verdi seinen Otello der Scala zur Uraufführung anvertraute, die am 5. Februar 1887 stattfand, hoffte eine Reihe von Sängerinnen auf die weibliche Titelpartie, die Desdemona. Verdis Verleger, Giulio Ricordi, empfahl Gemma Bellincioni, doch der Maestro entschied sich für die Pantaleoni. Die Premiere wurde zum Triumph, doch Verdi selbst war unzufrieden. Die Sängerin war mutmaßlich unter erheblichen Schmerzen aufgetreten und die Stimme tremolierte. Sie wurde für die römische Aufführungsserie ersetzt, es übernahm Adalgisa Gabbi. Sie selbst überquerte den Atlantik und sang die Desdemona in Buenos Aires und Montevideo. Um den Otello spielen zu können, bedurfte der Impresario Cesare Ciacchi einer Piraten-Partitur. Verdi hatte inzwischen ihre Konkurrentinnen als Desdemona gehört und war im Februar 1889 zum Schluss gekommen, sie sei die ideale Gestalterin der Rolle – auch für die venezianische Erstaufführung. Bei seinem Verleger Ricordi konnte er sich allerdings nicht mehr durchsetzen, dieser führte einen Rechtsstreit mit der Diva.
An der Tür der Pantaleoni stand jedoch bereits der fünfte komponierende Bewunderer, Puccini, mit der Partitur für Edgar. Diesmal musste sie für eine Kollegin einspringen, für die erkrankte Giulia Novelli, eine Mezzosopranistin. Puccini transponierte daher die Partie der Tigrana. Die Oper wurde kühl aufgenommen und konnte sich langfristig auch nicht durchsetzen. 1890 sang sie, in Udine, nochmals die Gioconda, nochmals mit überwältigendem Erfolg. Ihre letzte Premiere an der Scala war Pietro Mascagnis Cavalleria rusticana, die Erstaufführung dieser Oper an der Scala kurz nach der römischen Uraufführung. Sie war Santuzza, eine Frau, die den Geliebten an eine andere verliert und der dann auch noch im Duell sein Leben verliert. Il Treccani verzeichnete als ihre letzte Aufführung eine Cavalleria rusticana am 3. Januar 1891. Am 21. Juli 1891 starb in Monza ihr Lebenspartner, Franco Faccio, der die letzten beiden Jahre in einer Nervenklinik verbringen hatte müssen. Am 27. September 1891 vermeldete La Gazzetta musicale di Milano ihren Rückzug von der Bühne. Kutsch/Riemens: „Neben der Schönheit ihrer Stimme und der Ausdruckskraft ihres Vortrags rühmte man das erregende darstellerische Talent der Sängerin, das man immer wieder mit der Kunst der großen Eleonore Duse verglich.“

## Rollen (Auswahl)

### Uraufführungen
- 1874 Antônio Carlos Gomes: Salvator Rosa Teatro Carlo Felice, Genua – als Isabella
- 1885 Amilcare Ponchielli: Marion Delorme, Teatro alla Scala, Mailand – als Titelfigur
- 1887 Giuseppe Verdi: Otello, Teatro alla Scala, Mailand – als Desdemona
- 1889 Giacomo Puccini: Edgar, Teatro alla Scala, Mailand – als Tigrana

### Repertoire
| Boito: - Margherita in Mefistofele Donizetti: - Paolina in Belisario Gounod: - Marguerite in Faust Mascagni: - Santuzza in Cavalleria rusticana Meyerbeer: - Marguerite de Valois und Valentine in Les Huguenots - Selika in L’Africana Ponchielli: - Lucia in I promessi sposi - Aldona in I Lituani - Titelpartie in La Gioconda |  | Puccini: - Anna in Le Villi Rossini: - Mathilde in Guglielmo Tell Thomas: - Ophélie in Hamlet - Titelpartie in Mignon Verdi: - Leonore in Il trovatore - Amelia in Un ballo in maschera - Leonore in La forza del destino - Elisabetta in Don Carlo - Titelpartie in Aida Wagner: - Elsa im Lohengrin |